# Jeyawati rugoculus
Jeyawati rugoculus es la única especie conocida del género extinto Jeyawati de dinosaurio ornitópodo hadrosáurido, que vivió a finales del período Cretácico, hace aproximadamente 97 durante el Turoniense, en lo que hoy es Norteamérica. El nombre genérico viene de la lengua del pueblo que vive alrededor de donde se encontraron los restos, los Zuñi, de jeya/jeyu y awati, boca de molienda. La especie tipo, J. rugoculus, se basa en unos restos fósiles encontrados en lo que ahora es Nuevo México. El holotipo, MSM P4166, se descubrió en la Formación Moreno Hill. Se encontraron restos craneales, algunas vértebras y costillas.
Un análisis cladístico indica que Jeyawati era más primitivo que Shuangmiaosaurus, Telmatosaurus y Bactrosaurus, pero más avanzado que Eolambia, Probactrosaurus y Protohadros.